# Северный малый полосатик
Северный малый полосатик, Остроры́лый кит, Кит Минке (лат. Balaenoptera acutorostrata, или Pterobalaena acutorostrata) — вид усатых китов из семейства полосатиковых. Китобои называют его норвежским названием «минке» (отсюда иногда встречающееся в литературе неверное название ма́лый полоса́тик Минке). Ранее вместе с южным малым полосатиком (B. bonaerensis, или P. bonaerensis) рассматривался в составе единого вида Малый полосатик (B. acutorostrata). Однако в начале 2000-х годов научный комитет Международной комиссии по промыслу китов признал южного малого полосатика отдельным видом.

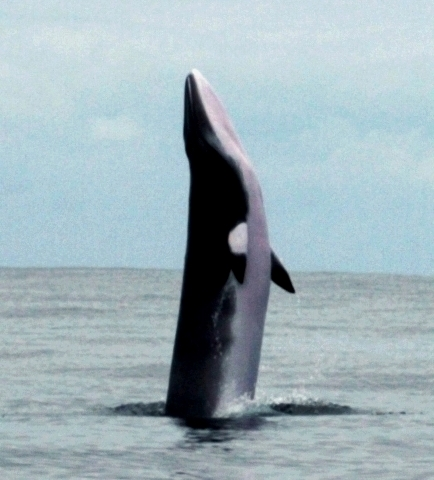
Белая перевязь на грудных плавниках — видовой признак малого полосатика.

## Описание
Самый мелкий из полосатиков — длина до 10,7 м. Окрас тёмно-серый сверху, брюхо и грудные плавники снизу белые, белая или светлая полоса на грудных плавниках, светлые полоски позади головы; 230—350 пластин китового уса желтовато-белого (иногда чёрного) цвета ; 50—70 горловых складок.

## Образ жизни и поведение
Малые полосатики питаются мелкой стайной рыбой и планктонными ракообразными. Кормятся обычно у поверхности, делая стремительный рывок в центр косяка рыбы или скопления планктона и засасывая добычу вместе с водой, которая затем отфильтровывается с помощью китового уса.
Держатся обычно поодиночке или группами из 2—3 животных, но иногда образуют большие стада в местах скопления пищи. Ныряют обычно на 3—9 минут, хотя могут находиться под водой до 20 минут.
Ареал северного малого полосатика
Половой зрелости достигают в возрасте 3—8 лет, но после этого ещё несколько лет продолжают расти. Самка рождает единственного детеныша раз в 1—2 года. Беременность длится 10—11 месяцев, лактация — 4—6 месяцев. Продолжительность жизни до 50 лет.

## Подвиды
В настоящее время выделяют 2 подвида северных малых полосатиков:
- Balaenoptera acutorostrata acutorostrata — Североатлантический подвид;
- Balaenoptera acutorostrata scammoni — подвид из северной части Тихого океана.

Ещё один подвид может представлять северный малый полосатик из Южного полушария, отличающийся от своих северных родичей меньшими размерами. 

## Промысел
Малый полосатик в настоящее время является основным объектом китобойного промысла в тех странах, которые все ещё продолжают вести его — в Норвегии, Исландии и Японии. Япония ежегодно добывает около 900 малых полосатиков в арктических водах.